# Monaster św. Mikołaja w Dubnie
Monaster św. Mikołaja – prawosławny żeński klasztor w jurysdykcji eparchii rówieńskiej Kościoła Prawosławnego Ukrainy (wcześniej Ukraińskiego Kościoła Prawosławnego Patriarchatu Kijowskiego). Zajmuje obiekty dawnego klasztoru bernardyńskiego.

## Historia

### Klasztor bernardyński
Bernardyni zostali sprowadzeni do Dubna przez Janusza Ostrogskiego, który przekazał im kaplicę na zamku. Plan budowy odrębnego klasztoru zrealizował po śmierci Ostrogskiego dziedzic dóbr Aleksander Zasławski. Ufundował on na potrzeby bernardynów budynek klasztorny z kościołem Niepokalanego Poczęcia Najświętszej Maryi Panny, który został oddany do użytku w 1629. Syn fundatora, Władysław Dominik Zasławski, wsparł przełożonego klasztoru o. Ludwika Janidłę w urządzaniu wystroju wnętrza. W 1720, w czasie zakonnej kapituły, kościół klasztorny spłonął. W 1763 to samo stało się z budynkiem klasztornym. Odbudowę kompleksu sfinansował starosta nieżyński Kazimierz Iliński i jego żona Anna.

### Klasztor prawosławny
W 1851 na mocy decyzji władz rosyjskich klasztor bernardynów został skasowany. W latach 1869–1875 dokonano przeróbek w architekturze i wystroju wnętrza obiektu, by przystosować go do liturgii prawosławnej. Zmieniono również wygląd fresków w kościele klasztornym, przerabiając cztery postacie papieży na wizerunki ewangelistów, zaś napisy łacińskie zastępując cerkiewnosłowiańskimi. Kościół został tym samym przemianowany na sobór św. Mikołaja. W 1911 wzniesiono na nim pięć cebulastych kopułek. Dwa lata wcześniej zakończono budowę nowego prawosławnego soboru w Dubnie, przez co dawny kościół stracił tę rangę. W budynkach byłego klasztoru bernardynów rozmieszczono żeński monaster pod wezwaniem św. Mikołaja.
W 1921 monaster został zrewindykowany na rzecz Kościoła katolickiego, przeciwko czemu Kościół prawosławny nie protestował, uznając słuszność tej decyzji z historycznego punktu widzenia. Mniszki, które musiały opuścić klasztor, zakwaterowano tymczasowo w skicie św. Jerzego na Kozackich Mogiłach, zaś w 1923 prawosławna diecezja wołyńska otworzyła nowy żeński monaster św. Mikołaja w Obyczach.

### Po 1921
Klasztor w Dubnie, przebudowany w celu usunięcia elementów architektury bizantyńsko-rosyjskiej, został zwrócony bernardynom, lecz ci nie byli w stanie go zagospodarować. W 1928 budynek został przekazany władzom diecezjalnym i odtąd mieścił seminarium duchowne, od 1931 noszące nazwę Papieskiego Seminarium Duchownego, prowadzone przez bazylianów.
W 1979 władze radzieckie poleciły adaptację klasztoru na cele świeckie. Od 1979 w kościele mieścił się zakład wyrobów artystycznych. W 1990 obiekty zostały ponownie przekazane Kościołowi prawosławnemu. Parafia Ukraińskiego Kościoła Prawosławnego Patriarchatu Kijowskiego przeprowadziła remont zabudowań. Ponownie urządzono w nich żeński monaster św. Mikołaja, który dysponuje także budynkiem Bramy Łuckiej. Dawny kościół bernardynów został zaadaptowany ponownie na sobór św. Mikołaja i służy zarówno wspólnocie mniszej, jak i miejscowej parafii. Od 2018 r. monaster znajduje się w jurysdykcji Kościoła Prawosławnego Ukrainy.

## Architektura

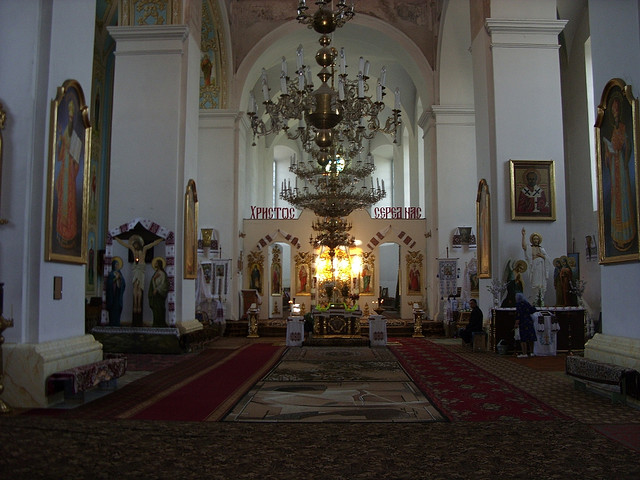
Wnętrze głównej cerkwi monasterskiej

Cerkiew klasztorna, dawny kościół utrzymany jest w stylu wczesnobarokowym. Jest to budowla trójnawowa, z pięciokondygnacyjną dzwonnicą łączącą w przeszłości funkcje sakralne i obronne. Elewacje obiektu dekorują rzędy pilastrów, między którymi znajdują się wysokie okna. Nawę główną kryje sklepienie kolebkowe, w nawach bocznych zastosowano sklepienie kolebkowe z lunetami. Z dekoracji malarskiej wnętrza przetrwały jedynie osiemnastowieczne fragmenty w nawie głównej.
Monaster mieści się w piętrowym budynku pierwotnie połączonym z klasztorną świątynią, wzniesiony z piaskowca i cegły na planie dużej litery E. Od północy obiekt wzmacniają dwie skarpy, na elewacji północno-wschodniej przetrwały elementy dekoracyjne (pilastry, gzyms).